# Dobozy Károly
Kisszánthói Dobozy Károly (Eperjes, 1817. április 22. – Makó, 1860. február 19.) földbirtokos, zeneszerző, hegedűs, karmester.

## Élete
Dobozy Lajos és lucskai Bánó Borbála egyetlen fia volt. A család birtokain: Vajdán, Nyüveden és Pelbárthidán töltötte gyermekkorát. Apja kedvelte a jó magyar zenét, ezért egy 10–12 tagú cigánybandát tartott állandóan maga körül. A fiú zenészi hajlamát korán elárulta, a hegedűn már gyermekként meglepő ügyességre tett szert.
A debreceni református iskolában tanult, ahol a hangjegyekre magán zenetanító oktatta és az igazi magyar fogásokat Boka Károlytól és a híres öreg Boka Andrástól tanulgatta. Tanulmányait 1834-ben a pesti egyetemen folytatta, de tanárai előadásainál nagyobb vonzerőt gyakorolt rá a zene. Magán zenemestert fogadott, a zeneelméletet és a hangszerzést rendszeresen tanulmányozta. Apja úgy vélte, hogy fiát tévútra sodorta a pesti élet, ezért visszahívta Debrecenbe, hogy a jogot ott hallgassa, ám Károly továbbra is a fővárosban maradt. Apa és fiú között 1841-ben megszűnt a feszültség, a következő évben pedig az apa meghalt.
A fiú egész szellemi és vagyoni erejét művészi szenvedélyére fordította. Cigányzenészekből bandát szervezett, tanított és tartott saját költségén, mellyel több hazai város (leginkább Debrecen) közönsége előtt előadásokat rendezett. A siker felbátorította: 1844 második felében összeszedte a győri Farkas-Bihari-féle cigányzenészeket és velük külföldi körútra indult, Fitos Sándor táncost és egy táncosnőt is vitt magával. Bécsben díszes magyar öltözeteket készíttetett. Útjáról Magdeburgban november 11-én kelt levele megjelent a Pesti Divatlapban (1844. II. 22. sz.). 1846-ban január 10-én ismét Bécsbe indult 13 zenésszel, akiket négy hónapig tanított, és akikkel félévig növekvő elragadtatásban tartotta Bécs lakóit; ekkor Liszt Ferenc elismerését és barátságát is megszerezte.
Innen Prágán át Berlinbe vezette (június 18.) díszes magyar öltönnyel ellátott társulatát, ahol általában 4–6 ezer főnyi lelkes közönség előtt léptek fel, és játékukat Frigyes Vilmos király udvarában, Potsdamban is nagy tetszéssel fogadták. Azután Hamburgba ment, ahol július 12-étől augusztus 15-éig időzött; innen küldött hosszabb levelet szintén a Pesti Divatlapban jelent meg (1846. 36. sz.). Azután Kielbe, Brémába ment (augusztus 16–augusztus 26., közben a szász király előtt hegedült), majd Groningenbe és Amszterdamba (szeptember 4.–szeptember 24.) utazott. Útja a magyar zene diadalútja volt, naturalista zenészeivel mindenütt bámulatra ragadta hallgatóit. Tovább Leidenen át Hágába vándorolt, ahol II. Vilmos holland király udvari estélyén két ízben (szeptember 29. és szeptember 30.) szerepelt. Rotterdamon (október 1–október 4.) és Antwerpenen át  Brüsszelbe ment, itt a Theâtre de Vaudeville-ben huzamosabb ideig hangversenyezett Végül november 11-én Párizsba és a következő évre is ott maradt, a boulvardon levő B.-Nouvelle színházban játszott. Párizsból küldte harmadik levelét (1847. január 15.)a Pesti Divatlapnak (6. sz.). 1847. október 27-én érkezett haza, itthon elsőben a pesti német- és a Nemzeti Színházban lépett fel zenekarával, azután belföldi körútra indult. Ez az időszak volt művészi életének fénykora.
Azután folytonos csalódások, csapások sújtották. A nagy adóssággal terhelt és már 1850 előtt csődbe jutott ősi birtokot eladta, ennek értékét fölemésztette. 1858-ban az egykori földesúrból már csak szegény karmester lett. Ekkor elhagyta Pestet, ahol 1853-tól állandó lakása volt, és felváltva Makón, Hódmezővásárhelyen és Battonyán tartózkodott. Karmesteri szerény fizetéséből és silányul díjazott zeneműveinek kiadásából élt.

## Munkái
Dobozy első zeneművét 1838-ban írta. Hátramaradt iratai közt összesen mintegy 41 zeneszerzeménye van, melyeknek nagyobb része még kiadatlan.